# Atherimorpha lamasi
Atherimorpha lamasi är en tvåvingeart som beskrevs av Santos 2005. Atherimorpha lamasi ingår i släktet Atherimorpha och familjen snäppflugor. Inga underarter finns listade i Catalogue of Life.